# Patrick McNair
Patrick McNair (Ballyclare, 27 de abril de 1995) es un futbolista norirlandés que juega como Defensa central y su equipo es el San Diego F. C. de la Major League Soccer.

## Trayectoria
McNair fue descubierto por primera vez por el Manchester United en una sede de formación en Irlanda del Norte por Tony Coulter cuando McNair tenía 12 años, y comenzó a viajar para entrenar con el United durante las vacaciones escolares. Él finalmente firmó por el Manchester United en 2011, teniendo ojeadores del club impresionado con su papel en el centro del campo en Ballyclare Colts, pero más tarde fue convertido en defensor en el United por el entrenador juvenil  Paul McGuinness. Mientras que sucedía la transición de mediocampista a defensa, McNair fue comparado con Michael Carrick por McGuinness.
Hizo su debut con el primer equipo del United el 27 de septiembre de 2014 contra el West Ham United en la victoria 2-1 por la Premier League en Old Trafford, comenzando el juego debido a una crisis de lesiones en defensa. McNair fue elogiado por los fanes y el mánager Louis van Gaal por ser sólido defendiendo, siendo una pieza fundamental mientras que el United recupera a 6 hombres por lesión.
Mantuvo su lugar en la alineación titular para el próximo partido del club en casa contra el Everton FC con muchos esperando la lucha física con el delantero Romelu Lukaku. Sin embargo McNair paso el desafío con gran éxito, lo que limitó el corpulento delantero belga a sólo unos disparos desviados a puerta, el United ganó 2-1 en su segundo partido consecutivo.
El 11 de agosto de 2016 fue traspasado por 6,4 millones al Sunderland Association Football Club. Tras dos descensos en las dos temporadas que estuvo en los The Black Cats, el 26 de junio de 2018 se hizo oficial su fichaje por el Middlesbrough.

## Clubes
| Club                                | País           | Año       |
| ----------------------------------- | -------------- | --------- |
| Manchester United F. C.             | Inglaterra     | 2014-2016 |
| Sunderland A. F. C.                 | Inglaterra     | 2016-2018 |
| Middlesbrough F. C.                 | Inglaterra     | 2018-2024 |
| San Diego F. C.                     | Estados Unidos | 2024-     |
| West Bromwich Albion F. C. (cedido) | Inglaterra     | 2024      |

## Palmarés

### Títulos nacionales
| Título | Club                    | País       | Año  |
| ------ | ----------------------- | ---------- | ---- |
| FA Cup | Manchester United F. C. | Inglaterra | 2016 |